# Guillermo Zuasti
Guillermo A. Zuasti (Jerez de la Frontera, 13 de julio de 1904 - Montevideo, 8 de mayo de 1976) fue un compositor uruguayo, autor de música popular como pasodoble, foxtrot y tango.

## Biografía
Con cinco años su familia emigra a Uruguay, tan solo regresó a su ciudad natal en 1963, con motivo de visitar a los últimos familiares que quedaban en Jerez.
Casado en dos ocasiones, la primera con María Elena Traibel, de la que nació Eduardo Zuasti  (1933-1998) escritor y poeta, y María Elena Zuasti Traibel (1935-2011), famosa actriz de teatro, cine televisión y radio. En segundas nupcias con Idola Renée Dupetit, de la que nació María del Lourdes Zuasti.

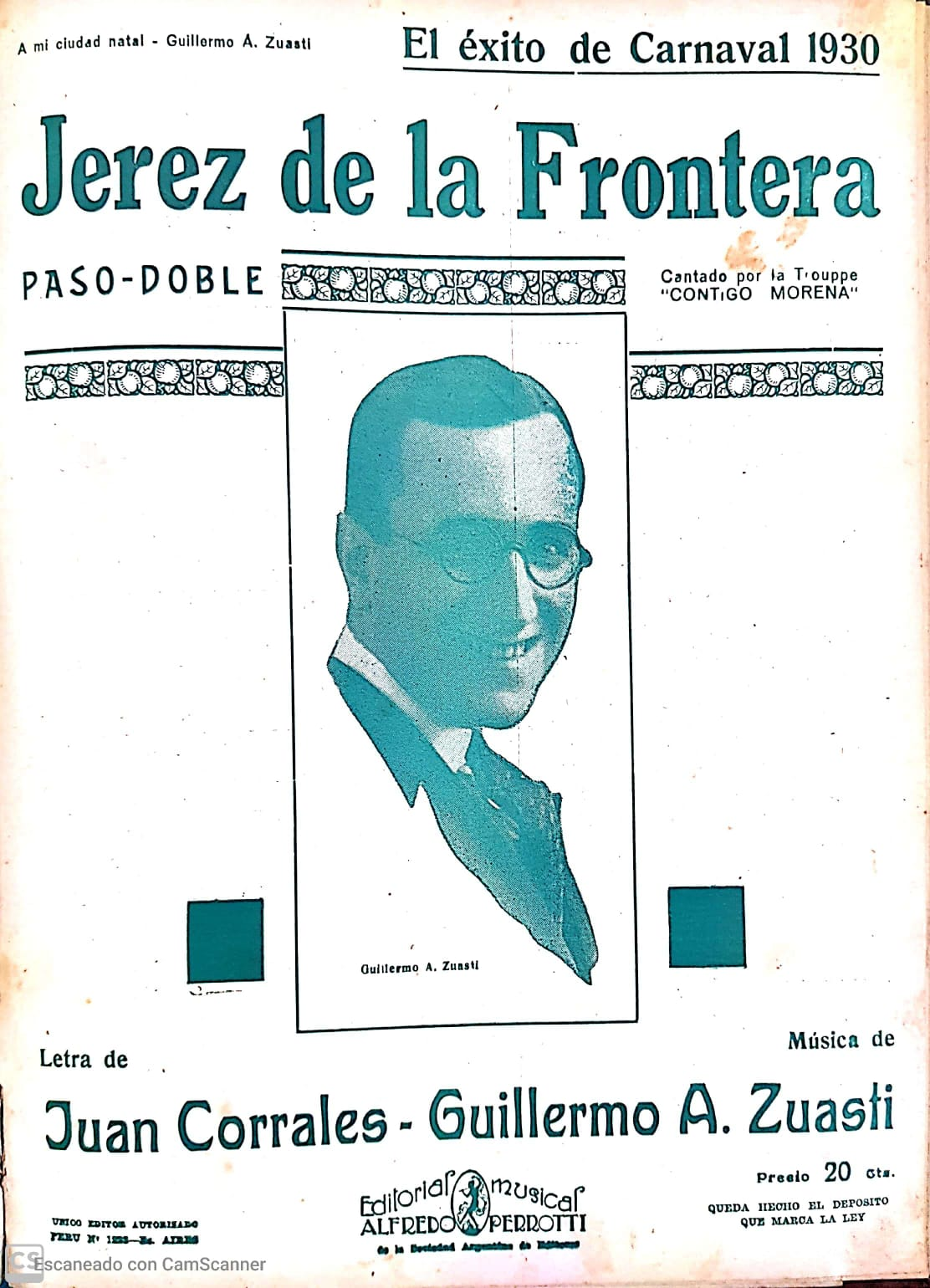
Partitura

Entre sus trabajos más conocidos hay que mencionar sus pasodobles: Te lo juro, Almería, Cádiz, y el que dedicó a la ciudad que le vio nacer, Jerez de la Frontera, junto al letrista Juan Corrales. Este tema fue versionado en 1930 por Libertad Lamarque.

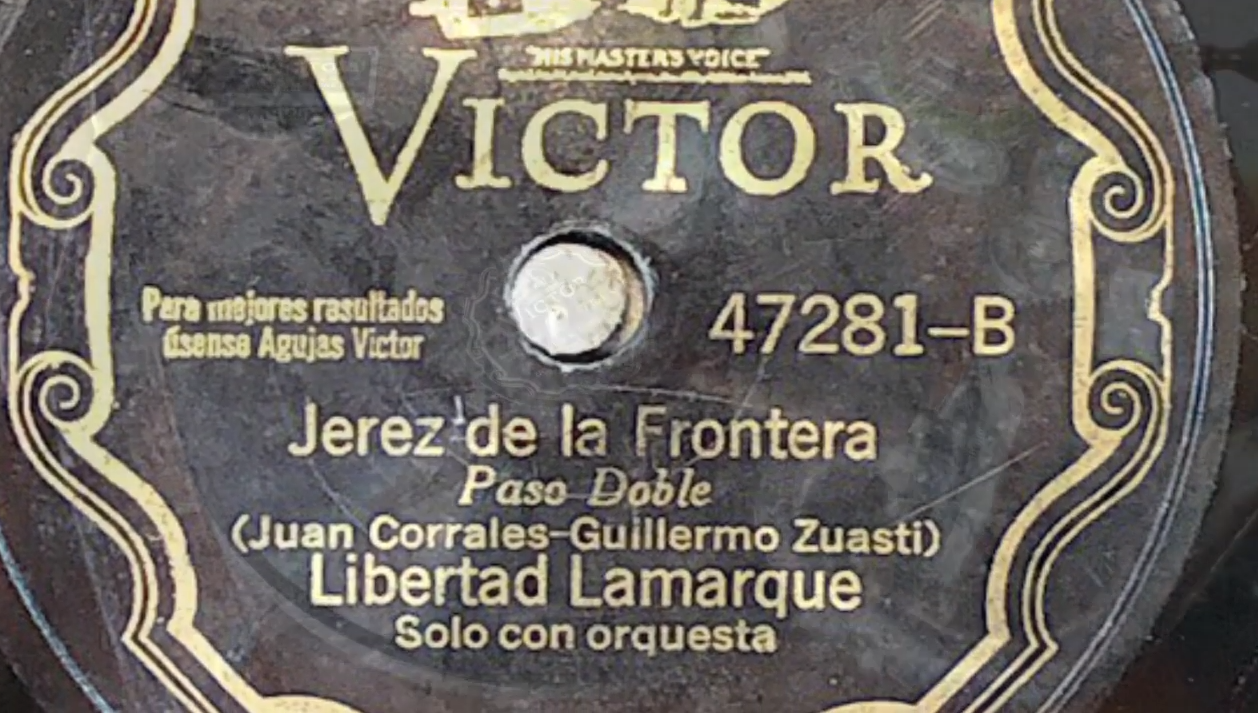
Disco "Jerez de la Frontera"

Su única incursión en el cine uruguayo fue la banda sonora de la película Dos destinos, realizada en 1936 por Juan Etchebehere.
Ejerció la presidencia de la Comisión Honoraria Pro Alfabetización Total del Uruguay, como la vicepresidencia de AGADU, (Asociación de Autores del Uruguay), cargo que ostentaba a su muerte.
Falleció a causa de una peritonitis.